# 棒球手套

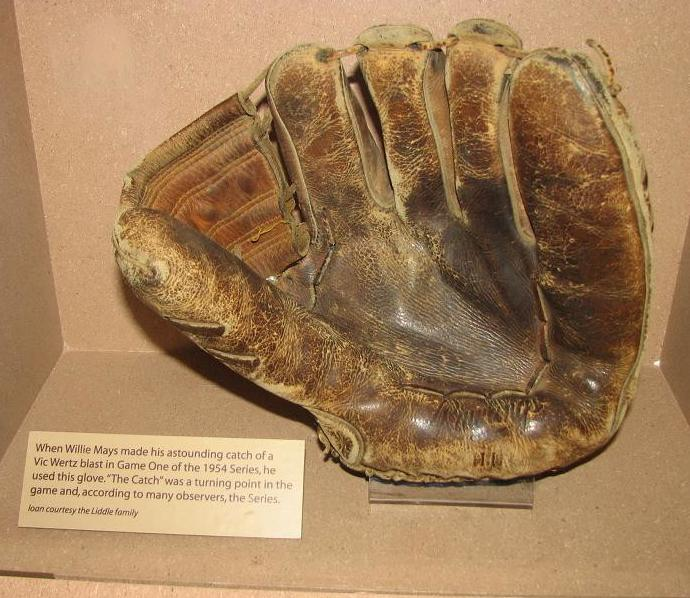
在1954年世界大賽時由中堅手Willie Mays戴在左手的「Right-handed」（右撇子）棒球手套

棒球手套是在棒球與壘球比賽中，由守備隊伍戴的大型皮製手套，方便守備者接打擊者擊出的棒球、加以防守，或是接同隊隊員傳來的球。
若用英文描述時，棒球手套會依使用者的利手（慣用左手或右手）來描述，而不是依使用者戴在哪一個手來描述。若守備者慣用右手投球，其手套即稱為「Right-handed」（右撇子）手套，不過以中文的話，會依習慣用手稱為右撇子手套，也會依實際戴的手稱為左手手套。相反的，慣用左手投球的守備者會在右手戴「Left-handed」（左撇子）手套，也稱為右手手套，反手手套。
除了左右手之分，各守備位也會有不同的手套，以符合需求。在正式比賽中，對於手套的尺寸、皮面與縫線顏色等也都在規則中規定。

## 外部連結
- "How Products Are Made: Baseball Glove." www.science.enotes.com
- "Baseball Glove Leather"
- "Baseball / Softball Glove Buying Guide" www.homerunmonkey.com
- "How to size a baseball glove"
- "How to size a baseball bat"
- "Major League Baseball 2016". （页面存档备份，存于）